# Козівська липа
«Козівська липа» - ботанічна пам'ятка природи місцевого значення. Липа дрібнолиста віком понад 240 років, що має природоохоронну, еколого-освітню, історико-культурну та естетичну цінність. Площа - 0,01 га.
Статус надано відповідно до Рішення Тернопільської обласної ради від 26.08.2022 № 604.
Знаходиться на Території Козівської загальноосвітньої школи І-ІІІ ступенів № 1 у смт. Козова Козівської територіальна громади, Тернопільського району. 
Липа має подвійний стовбур, обхват кожного з них близько 5 м, висота дерева - 20 м, вік близько 300 років. Один із стволів має велике дупло. Потрібне лікування дерева. 